# Sphallotrichus setosus
Sphallotrichus setosus là một loài bọ cánh cứng trong họ Cerambycidae.